# Zaleops protea
Zaleops protea là một loài bướm đêm trong họ Erebidae.